# كأس اليونان 1947–48
كأس اليونان 1947–48 (باليونانية: Κύπελλο Ελλάδος ποδοσφαίρου ανδρών 1947-48) هو موسم من كأس اليونان. أقيم خلال الفترة 5 أكتوبر 1947 وحتى 20 يونيو 1948، وشارك فيه  137 فريقاً، وفاز فيه باناثينايكوس.